# Sebastian Newbold Coe
Sebastian Newbold, Baró Coe CH, KBE (Chiswick, Londres, Anglaterra, 1956) és un atleta retirat britànic especialista en proves de mig fons. Campió Olímpic, va batre diversos rècords del món, per la qual cosa és considerat un dels millors atletes de la història. Va ser el President del Comitè Organitzador dels Jocs Olímpics d'Estiu 2012 celebrats a Londres.

## Biografia
Nasqué a la ciutat de Londres el 29 de setembre de 1956, però es va criar a la ciutat de Sheffield. Va començar a fer atletisme amb 12 anys en l'equip dels Hallamshire Harriers, i ràpidament va destacar com corredor de mitjana distància.
El 1973 es va proclamar campió juvenil de la Gran Bretanya en els 1.500 m, amb un temps de 3:55. L'any 1975 va participar en el Campionat d'Europa Júnior disputats a Atenes, aconseguint la tercera posició en els 1.500 m amb un temps de 3:45,2.
El seu primer triomf internacional important fou en els 800 m dels Europeus indoor de Sant Sebastià l'any 1977, amb un nou rècord britànic (1:46,54). El 1978 va participar en els Campionats d'Europa a l'aire lliure de Praga en la prova de 800 m, on va ser 3r després de l'alemany Olaf Beyer (or) i el també britànic Steve Ovett (plata). Fou la primera vegada que Coe i Ovett s'enfrontaven al màxim nivell, sent l'inici d'una intensa rivalitat entre ambdós que duraria diversos anys.
El 1979 Sebastian Coe es va convertir en el millor migfondista del món, batent en l'interval de 41 dies els rècords del món dels 800 m (1:42,33), els 1.500 m (3:32,03) i la Milla (3:49,0). Era el primer atleta de la història que ostentava aquests tres rècords al mateix temps.

## Jocs Olímpics de Moscou 1980
La seva consagració definitiva va tenir lloc als Jocs Olímpics d'Estiu 1980, celebrats a Moscou. Els duels amb el seu compatriota Steve Ovett en els 800 m i en els 1.500 metres d'aquests Jocs han passat a la història de l'atletisme. Coe partia com favorit en els 800 m, mentre que Ovett tenia més opcions en els 1.500 m, prova en la qual duia 45 carreres consecutives, més de tres anys, sense conèixer la derrota. Contra tot pronòstic, Ovett va guanyar l'or als 800 m, sent Coe segon, i uns dies més tard, a la final dels 1.500 m, Coe li va retornar el cop i va guanyar la medalla d'or, per davant de l'alemany Straub i d'Ovett, que aconseguí ser tercer. Va ser una carrera tàctica i decidida a l'esprint en l'última recta.
Poques setmanes després, Ovett li va arrabassar a Coe a la ciutat de Coblenza el rècord mundial dels 1.500 m amb 3:31,36.

## Període entre Jocs Olímpics
L'estiu de 1981 Coe va batre, altre cop, els rècords mundials dels 800 m (1:41,73), els 1.000 m (2:12,18) i el de la Milla en dues ocasions (3:48,53 i 3;47,33). El seu rècord dels 800 m duraria 16 anys, fins a l'agost de 1997 quan va ser batut pel danès d'origen kenià Wilson Kipketer. Tanmateix la marca de Coe segueix sent en l'actualitat la segona millor de la història.
En els Campionats d'Europa de 1982 d'Atenes va sofrir una inesperada derrota en els 800 m a les mans del gairebé desconegut alemany Hans-Peter Ferner, en una prova molt lenta.
El 1983 va ser un mal any per Coe. Una estranya malaltia el va mantenir apartat de les pistes tota la temporada, perdent-se així els Mundials a l'aire lliure de Hèlsinki.

## Jocs Olímpics de Los Angeles 1984
El 1984, ja recuperat de l'estranya malaltia que l'havia apartat tot l'any anterior, va participar en els seus segons Jocs Olímpics, els de Los Angeles 1984. En els 800 m s'esperava el gran duel entre Coe i Ovett com una revenja de les anteriors Olimpíades. No obstant això va ser el brasiler Joaquim Cruz qui es va endur el triomf, en una de les majors sorpreses dels Jocs. Coe es va haver de conformar amb la plata, igual que quatre anys abans, mentre Ovett va arribar a la meta exhaust en 7a posició i poc després va caure desplomat, per la qual cosa van haver de dur-lo a l'hospital.
En els 1.500 m el seu principal rival era el campió mundial Steve Cram, també britànic, i al que la majoria dels mitjans del seu país donaven com favorit a l'or, ja que desconfiaven de Coe després d'haver estat un any parat. Fins i tot molts criticaven la participació de Coe en aquesta prova, ja que deixava fora de l'equip a Peter Elliott, que havia quedat per davant seu en la proves de selecció preolímpiques. No obstant això, a la final, Coe va demostrar la seva gran categoria. La prova es va trencar amb un atac mancant 500 metres de l'espanyol José Manuel Abascal, que tan sols Coe i Cram van poder resistir, enduen-se finalment Coe la medalla d'or amb un nou rècord olímpic de 3:32,53, seguit de Steve Cram i Abascal.
Fins avui dia és l'únic atleta que ha guanyat dues vegades els 1.500 m en els Jocs Olímpics.

## Darrera etapa
En els Europeus a l'aire lliure de Stuttgart de 1986 va guanyar l'or en els 800 m, el que seria l'únic títol europeu de la seva vida, i la seva única victòria en els 800 m en una gran competició a l'aire lliure. Els britànics van guanyar les tres medalles en joc, amb Coe (or), Tom McKean (plata) i Steve Cram (bronze) al podi. En els 1.500 m Coe no va poder aquesta vegada amb el seu compatriota Cram, i va haver de conformar-se amb la plata. Va ser l'única vegada que Cram va derrotar Coe en una gran competició.
Setmanes després va fer a Rieti, Itàlia, la millor marca de la seva vida en els 1.500 m amb 3:29,77 (l'única vegada que va baixar de 3:30), encara que en aquells moments el rècord mundial el tenia el marroquí Said Aouita amb 3:29,46.
A partir de llavors Coe va entrar en l'etapa final de la seva carrera esportiva, marcada per les lesions i els resultats discrets. No va participar en els Mundials de Roma el 1987, i no va ser seleccionat per a competir en els Jocs Olímpics d'Estiu 1988 celebrats a Seül. Aquell mateix any fou guardonat amb el Premi Príncep d'Astúries dels Esports pel seu historial esportiu i olímpic, així com la seva personalitat, representativa de les inquietuds dels atles i la seva decidida participació en la promoció de l'esport.
L'octubre de 1988 va tenir lloc un moment emocionant quan Sebastian Coe i Steve Cram es van enfrontar a la Great Court Run. Es tracta de recórrer el perímetre de la Great Court al Trinity College de Cambridge en menys temps del que duren les 12 campanades del rellotge (que sonen dues vegades). Es tracta de 367 metres que cal recórrer en aproximadament 43 segons, i tradicionalment els estudiants intentaven completar el circuit la nit del seu sopar de graduació. Aquesta prova apareix reflectida en una seqüència de la pel·lícula de 1981 Carros de Foc. Coe i Cram es van enfrontar en aquest circuit i la victòria va correspondre a Coe, que a més va arribar a la meta abans que finalitzessin les campanades.
El 1989 va representar la Gran Bretanya en els 1.500 m de la Copa del Món de Barcelona, on va acabar 2n després del somalí Abdi Bile.
La seva última competició van ser els Jocs de la Commonwealth realitzats a la ciutat australiana d'Auckland el 1990, després dels quals es va retirar de l'atletisme.

## Carrera política
Sebastian Coe va iniciar una carrera política al seu país, vinculada al Partit Conservador. Va ser escollit membre del Parlament britànic l'any 1992, i va ocupar el seu escó fins al 1997, quan el va perdre en les eleccions.

## Carrera d'administració esportiva

### Associació Internacional de Federacions d'Atletisme
L'any 2007 Coe va ser nomenat vicepresident de l'Associació Internacional de Federacions d'Atletisme (IAAF) i va ser reelegit el 2011. Quan Lamine Diack president de la IAAF va anunciar que renunciaria el 2013 semblava probable que anunciaria a Coe com el seu successor, ja que mai no hi havia hagut eleccions per al càrrec de president. Coe, el novembre de 2014 va anunciar que es presentaria a les eleccions per a aquest càrrec el 2015.El desembre de 2014, Coe va presentar el seu manifest, 'Growing Athletics in a New Age.' El 19 d'agost de 2015, a Pequín, va ser elegit president de la IAAF contra Sergey Bubka, per 115 vots a 92. El 17 d'agost de 2023, a Budapest, va ser reelegit sense oposició per a un tercer i últim mandat com a president.

### Moviment olímpic
Quan Londres va anunciar la seva candidatura per celebrar els Jocs Olímpics de 2012, Coe es va convertir en un ambaixador de l'esforç i membre de la junta de l'empresa candidata. Amb la renúncia al maig de 2004 de la presidenta Barbara Cassani, Coe es va convertir en el president de l'última fase de la candidatura. Com que Coe era una personalitat coneguda en l'esport olímpic, es va considerar que s'adaptava millor a la delicadesa diplomàtica necessària per assegurar el suport del COI. La presentació de Coe a la reunió crítica del COI del juliol de 2005 va ser vista pels comentaristes com una particular eficaç, davant la dura competència de París i Madrid, i la candidatura de Londres va guanyar la benedicció del COI el 6 de juliol.
Després dels Jocs Olímpics de Londres, Coe va ser nomenat president de l'Associació Olímpica Britànica, en substitució de Colin Moynihan.
Coe va ser nomenat membre de la Comissió de Coordinació dels Jocs Olímpics de Tòquio 2020 representant l'Associació de Comitès Olímpics Nacionals.
El 17 de juliol de 2020, Coe va ser escollit membre del Comitè Olímpic Internacional.

### FIFA
Coe va ser nomenat el primer president del Comitè d'Ètica de la FIFA, organisme independent de la FIFA. La comissió havia de jutjar tots els casos que al·leguessin conflictes d'interessos i incompliments de les normes de la FIFA. El president de la FIFA Sepp Blatter va fer l'anunci a Zuric el 15 de setembre de 2006 i va dir: «Potser és una sorpresa, però ha tingut una molt bona acollida. Hem trobat una personalitat destacada en el món de la esport, una gran personalitat del moviment olímpic». El seu nomenament el converteix en un dels anglesos més destacats que treballin a la FIFA.
Va renunciar a aquest càrrec per unir-se al comitè anglès que va intentar portar la Copa del Món 2018 a Anglaterra, però Rússia va ser escollida per ser-ne la seu.

## Resultats

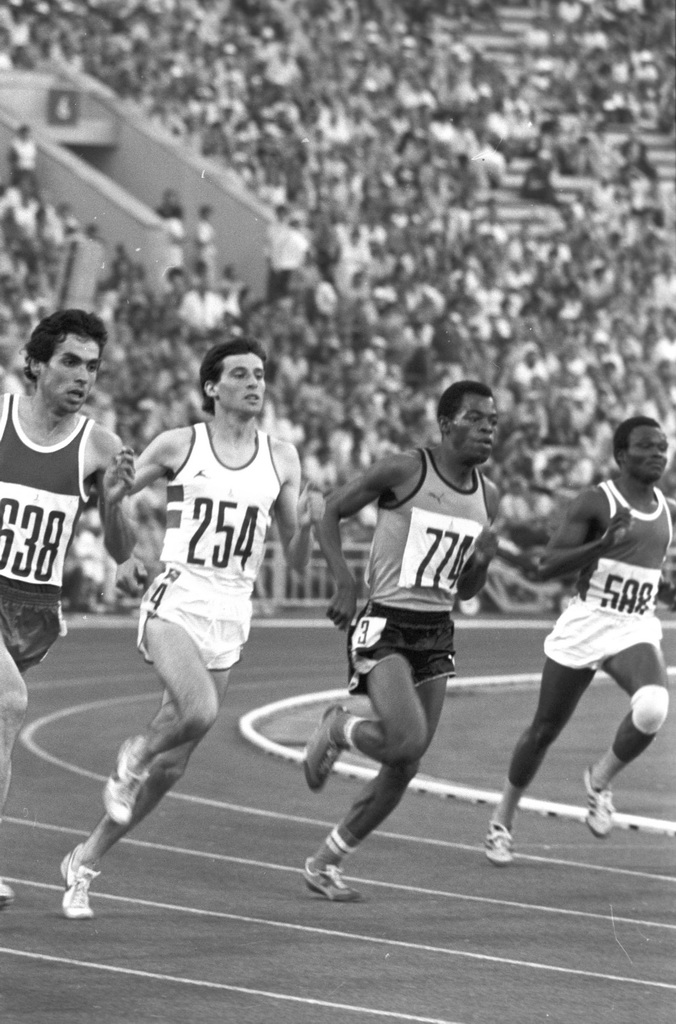
Sebastian Coe (#254) als 800m dels Jocs de 1980 a Moscou.

### Competicions
- Europeus indoor de Sant Sebastià 1977 - 1r en 800m (1:46,5)
- Europeus de Praga 1978 - 3r en 800m (1:44,8)
- Jocs Olímpics de Moscou 1980 - 2n en 800m (1:45,9), 1r en 1.500m (3:38,4)
- Copa del Món de Roma 1981 - 1r en 800m (1:46,16)
- Europeus d'Atenes 1982 - 2n en 800m (1:46,68)
- Jocs Olímpics de Los Angeles 1984 - 2n en 800m (1:43,64), 1r en 1.500m (3:32,53)
- Europeus de Stuttgart 1986 - 1r en 800m (1:44,50), 2n en 1.500m (3:41,67)
- Copa del Món de Barcelona 1989 - 2n en 1.500m (3:35,79)
- Jocs de la Commonwealth d'Auckland 1990 - 6è en 800m (1:47,24)

### Rècords del Món
800 metres:
- 1:42,33 - Oslo, 05-jul-1979
- 1:41,73 - Florència, 10-jun-1981.
- 1:46,0 - Cosford, 11-feb-1981 (indoor)
- 1:44.91 - Cosford, 12-mar-1983 (indoor)

1.000 metres:
- 2:13.40 - Oslo, 1-jul-1980
- 2:12.18 - Oslo, 11-jul-1981.

1.500 metres:
- 3:32,03 - Zuric, 15-ago-1979.
- 3:32,8 - Oslo, 17-jul-1979 (indoor)

La milla:
- 3:49,0 - Oslo, 17-jul-1979
- 3:48,53 - Zuric, 19-ago-1981
- 3:47,33 - Brussel·les, 28-ago-1981.

4x800 metres:
- 7:03,89 - Londres, 30-ago-1982 (amb Peter Elliott, Garry Cook i Steve Cram)

### Marques personals
- 800 metres - 1:41,73 (Florència, 10-jun-1981)
- 1.000 metres - 2:12,18 (Oslo, 11-jul-1981)
- 1.500 metres - 3:29,77 (Rieti, 07-sep-1986)
- La Milla - 3:47,33 (Brussel·les, 28-ago-1981)
- 2.000 metres - 4:58,84 (1982)